# Slovenský hrubosrstý stavač
De Slovenský hrubosrstý stavač of Slowaakse staande hond is een hondenras dat uit Slowakije afkomstig is. Het is een jachthond die na de Eerste Wereldoorlog vrijwel was verdwenen. Fokkers hebben het ras met behulp van onder meer de Duitse staande hond (korthaar) en de Weimarse staande hond nieuw leven ingeblazen. Het dier is zeer geschikt als gezelschapshond en jachthond. Een volwassen reu is ongeveer 65 centimeter hoog, een volwassen teef ongeveer 61 centimeter.
Bracco italiano ·
Braque d'Auvergne ·
Braque de l'Ariège ·
Braque du Bourbonnais ·
Braque Dupuy ·
Braque français ·
Braque Saint-Germain ·
Český fousek ·
Drentsche patrijshond ·
Duitse staande hond (draadhaar) ·
… (korthaar) ·
… (langhaar) ·
… (stekelhaar) ·
Engelse setter ·
Épagneul bleu de Picardie ·
Épagneul breton ·
Épagneul de Pont-Audemer ·
Épagneul français ·
Épagneul picard ·
Gammel dansk hønsehund ·
Gordon setter ·
Griffon Boulet ·
Griffon Korthals ·
Grote münsterländer ·
Ierse setter ·
Kleine münsterländer ·
Perdigueiro de Burgos ·
Perdigueiro português ·
Poedelpointer ·
Pointer ·
Slovenský hrubosrstý stavač ·
Spinone italiano ·
Stabij ·
Vizsla ·
Weimarse staande hond